# James Pennington

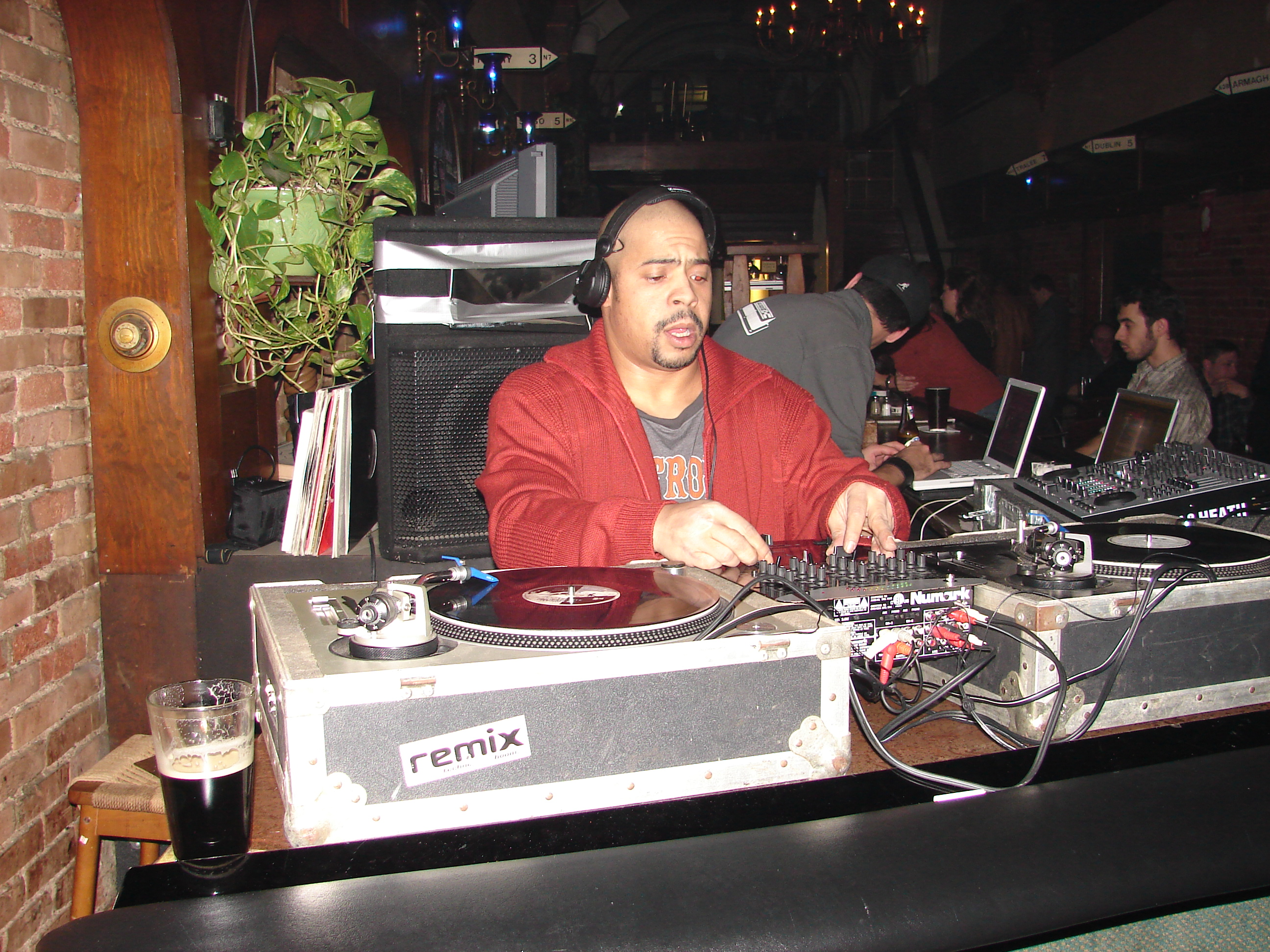
James Pennington.

James Pennington, también conocido como Suburban Knight, es un músico y DJ de techno indefectiblemente unido a su origen en Detroit.

## Origen
James Pennington es un productor de la "primera ola" original de Detroit techno que comenzó su carrera hacia mediados de la década de los 80. Sus grabaciones bajo el nombre Suburban Knight fueron pioneras de un tipo de techno enfadado y más duro del habitual hasta entonces. Destacan títulos como "The Art of Stalking" y "The Groove", ambos publicados en Transmat, siendo el segundo la tercera referencia del mítico sello. De esta época data también su participación en el hit "Big Fun" de Inner City, que coescribió junto a Kevin Saunderson y Art Forrest.

## Segunda ola
Con el advenimiento de una nueva generación de músicos en Detroit, la llamada "segunda ola" de detroit techno, Pennington se convirtió en mentor de Mike Banks, fundador del colectivo de techno militante Underground Resistance. Con UR publicó títulos como "Nocturbulous Behavior" y "Dark Energy". También aparece en la recopilación "Depth Charge, Vol. 3" y ha producido temas para el largo de 1998 "Interstellar Fugitives".